# Leucobryum albescens
Leucobryum albescens là một loài rêu trong họ Dicranaceae. Loài này được Müll. Hal. mô tả khoa học đầu tiên năm 1900.